# Isle of Man TT 1963
Isle of Man TT 1963 je bila četrta dirka motociklističnega prvenstva v sezoni 1963. Potekala je na dirkališču Isle of Man.

## Razred 500 cm³
| Poz | Dirkač          | Država              | Moštvo    | Hitrost    | Čas       | Točke |
| --- | --------------- | ------------------- | --------- | ---------- | --------- | ----- |
| 1   | Mike Hailwood   | Združeno kraljestvo | MV Agusta | 104.64 mph | 2:09.48.8 | 8     |
| 2   | John Hartle     | Združeno kraljestvo | Gilera    | 103.67 mph | 2:11.01.8 | 6     |
| 3   | Phil Read       | Združeno kraljestvo | Gilera    | 100.01 mph | 2:15.42.2 | 4     |
| 4   | Mike Duff       | Kanada              | Matchless | 99.29 mph  | 2:16.48.8 | 3     |
| 5   | Mike Dunphy     | Nova Zelandija      | Norton    | 99.63 mph  | 2:20.09.0 | 2     |
| 6   | Fred J.Stephens | Združeno kraljestvo | Norton    | 96.99 mph  | 2:20.11.2 | 1     |

## Razred 350 cm³
| Poz | Dirkač         | Država              | Moštvo | Hitrost   | Čas       | Točke |
| --- | -------------- | ------------------- | ------ | --------- | --------- | ----- |
| 1   | Jim Redman     | Rodezija            | Honda  | 94.91 mph | 2:23.08.2 | 8     |
| 2   | John Hartle    | Združeno kraljestvo | Gilera | 90.58 mph | 2:29.58.2 | 6     |
| 3   | Franta Stastny | Češkoslovaška       | Jawa   | 89.76 mph | 2:31.20.6 | 4     |
| 4   | Syd Mizen      | Združeno kraljestvo | AJS    | 89.65 mph | 2:31.31.8 | 3     |
| 5   | Jack Ahearn    | Avstralija          | Norton | 89.35 mph | 2:31.01.8 | 2     |
| 6   | Mike Duff      | Kanada              | AJS    | 87.59 mph | 2:35.05.4 | 1     |

## Razred 250 cm³
| Poz | Dirkač      | Država              | Moštvo     | Hitrost   | Čas       | Točke |
| --- | ----------- | ------------------- | ---------- | --------- | --------- | ----- |
| 1   | Jim Redman  | Rodezija            | Honda      | 94.85 mph | 2:23.12.2 | 8     |
| 2   | Fumio Itoh  | Japonska            | Yamaha     | 94.55 mph | 2:23.40.4 | 6     |
| 3   | Bill Smith  | Združeno kraljestvo | Honda      | 91.12 mph | 2:29.05.2 | 4     |
| 4   | H.Hasegawa  | Japonska            | Yamaha     | 88.39 mph | 2:33.41.4 | 3     |
| 5   | Tommy Robb  | Združeno kraljestvo | Honda      | 82.75 mph | 2:44.10.2 | 2     |
| 6   | John Kidson | Združeno kraljestvo | Moto Guzzi | 82.74 mph | 2:44.10.6 | 1     |

## Razred 125 cm³
| Poz | Dirkač           | Država              | Moštvo | Hitrost   | Čas       | Točke |
| --- | ---------------- | ------------------- | ------ | --------- | --------- | ----- |
| 1   | Hugh Anderson    | Nova Zelandija      | Suzuki | 89.27 mph | 1:16.05.0 | 8     |
| 2   | Frank Perris     | Združeno kraljestvo | Suzuki | 87.74 mph | 1:17.25.0 | 6     |
| 3   | Ernst Degner     | Zahodna Nemčija     | Suzuki | 87.61 mph | 1:17.31.6 | 4     |
| 4   | Luigi Taveri     | Švica               | Honda  | 86.99 mph | 1:18.05.0 | 3     |
| 5   | Bertie Schneider | Avstrija            | Suzuki | 86.30 mph | 1:18.42.8 | 2     |
| 6   | Jim Redman       | Rodezija            | Honda  | 86.26 mph | 1:18.44.6 | 1     |

## Razred 50 cm³
| Poz | Dirkač               | Država              | Moštvo   | Hitrost   | Čas       | Točke |
| --- | -------------------- | ------------------- | -------- | --------- | --------- | ----- |
| 1   | Mitsui Itoh          | Japonska            | Suzuki   | 78.81 mph | 1:26.10.6 | 8     |
| 2   | Hugh Anderson        | Nova Zelandija      | Suzuki   | 78.40 mph | 1:26.37.4 | 6     |
| 3   | Hans-Georg Anscheidt | Zahodna Nemčija     | Kreidler | 78.33 mph | 1:26.42.0 | 4     |
| 4   | I.Mirishita          | Japonska            | Suzuki   | 77.82 mph | 1:27.16.2 | 3     |
| 5   | M.Ichino             | Japonska            | Suzuki   | 76.20 mph | 1:29.07.6 | 2     |
| 6   | I.E.Plumridge        | Združeno kraljestvo | Honda    | 64.82 mph | 1:44.46.4 | 1     |